# Wasteland (jeu de rôle)
 (avril 2016).
Si vous disposez d'ouvrages ou d'articles de référence ou si vous connaissez des sites web de qualité traitant du thème abordé ici, merci de compléter l'article en donnant les références utiles à sa vérifiabilité et en les liant à la section « Notes et références ».
Pour les articles homonymes, voir Wasteland.
Wasteland, les terres gâchées est un jeu de rôle sur table dont la particularité est d'associer les thèmes post-apocalyptique et médiéval-fantastique. 
L'univers prend place dans le Malroyaume localisé dans le nord de la France et le Sud de l'Angleterre. Le reste des terres est invivable pour l'homme, que ce soit à cause des radiations, des pluies acides ou des monstres infestant le Wasteland.
Le jeu est publié en France en 2011 par le Département des sombres projets. Il utilise le système CYD (Choose Your Dice) qui permet au joueur lors d'un jet de compétence, de choisir entre un D10 et un D20 (seuls les résultats pairs comptent, 1 et 11 entraînent un échec critique) selon qu'il choisit d’effectuer une action mesurée ou de prendre des risques.

## Background
La Terre a été ravagée, il y a de ça plusieurs siècles, par la Guerre de Prodiges survenue au XXIIIe siècle du calendrier chrétien. Les Prodiges étaient des hommes et des femmes, produits de manipulations génétiques, capables de plier la réalité sous la force de leurs esprits. Outre leur puissance démesurée, les Prodiges étaient également des tyrans paranoïaques qui réduisirent l'espèce humaine en esclavage et se battirent les uns contre les autres dans des guerres terribles qui transformèrent à jamais la planète, faisant s'effondrer des terres sous les mers ou, au contraire, en lever d'autres, modifiant le relief et les espèces animales et humaines. Le conflit se termina lorsque tous les Prodiges disparurent, soit abattus par leurs pairs ou par les humains, soit de mort naturelle. 
S'ensuivit une longue période de troubles et de barbarie qui fut plus tard appelée Le Grand Silence et dura plusieurs siècles.
Un jour, un chef de guerre se dénommant Arthur Pendragon, inspiré par une vieille légende bretonne, décida que ces temps de sauvagerie avaient assez duré. Il fédéra les différentes tribus et créa le Malroyaume tel qu'on le connaît aujourd'hui, composé de trois régions : la Bretagne, la Normandie et l'Ingland (sud de l'Angleterre).
Se succédèrent après lui plusieurs roi Arthur qui régnèrent dans une paix relative, jusqu'à Arthur VI qui mourut sans descendance. Une guerre civile éclata alors pour savoir à qui reviendrait le trône du Malroyaume. C'est au milieu de cette guerre de succession qu'Arthur VII fit son apparition, se réclamant de la lignée des Pendragon et héritier du trône. Si la noblesse Normande et Bretonne s'est ralliée à sa cause, Haelgir, autoproclamé roi d'Ingland s'oppose toujours à lui.

## Races jouables
Humains
Représentant la plus grande part de la population, les humains sont présents partout et restent la race dominante. On y trouve tout type d’ethnie et la racisme inter-humains est une notion qui a presque totalement disparue.
Nains
Originaires de Spania et ressemblants à des humains de petite taille, les nains ne sont pas très agiles. Ce sont par contre de véritables scientifiques dans l'âme. On leur doit notamment l'Artifex, cette science balbutiante qui permet pourtant de véritables exploits.
Kobolds
Ces petits êtres difformes ont la réputation d'être extrêmement chanceux... et rarement honnêtes. Ils maîtrisent une forme de magie connu d'eux seuls, la Kobolderie. Détestés de façon unanime par les autres races, on les laisses généralement tranquille, car la légende raconte que nuire à un Kobold apporte le mauvais sort !
Scroungers
Formant la lie de la société, les Scroungers sont des hommes rats à l'existence difficile. Vouant une vénération religieuse aux êtres humains auxquels ils souhaitent ressembler plus que tout et ayant une incapacité quasi physique à mentir, ils sont utilisés par les humains pour accomplir les basses besognes. Ils sont en effet extrêmement résistants aux radiations et sont capables régénérer de leurs blessures plus vite que n'importe quelle autre race.

## Ouvrages
- Wasteland, les terres gâchées[2] : Livre de base expliquant l'univers général et les règles. Deux scénarios sont inclus à la fin de l'ouvrage, Le Prix du Sang et Prédateur.
- Wasteland l'écran de jeu[3] : Le livret accompagnant l'écran décrit la lignée Arthurienne et les principaux Prodiges. Une carte du monde en couleur est fournie avec l'écran.
- Le Chemin des Cendres[4] : Premier supplément de la gamme proposant les deux premiers chapitres de la grande campagne le Chemin des Cendres mais aussi des compléments de background sur la Bretagne, la Normandie, l’Église de la Rédemption et surtout les zones dangereuses du Wasteland.
- Les Chants du Labyrinthe[5] : Second supplément faisant le focus sur les psykers et l'Archipel, proposant notamment de nouveaux chemins de pouvoir et détaillant les différentes organisation de psykers. L'ouvrage se termine par les chapitres 3 et 4 de la campagne le Chemin des Cendres.
- Goold Old Ingland[6] :Troisième supplément traitant plus en profondeur l'Ingland et ses mystères. Les chapitres 5 et 6  de la campagne le Chemin des Cendres sont également présents.
- Rouge Horizon[7] : Quatrième supplément traitant de l'artifex et du duché du Calais. Les chapitres 7 & 8 de la campagne du Chemin des Cendres sont présents, amenant à la fin de la campagne.